# Francesca Lollobrigida
Francesca Lollobrigida (Frascati, 7 februari 1991) is een Italiaanse langebaan-, skeeler- en marathonschaatsster. De tante van haar vader was de bekende filmster Gina Lollobrigida (1927-2023).

## Biografie

### Inline-skaten
Op skeelers won Lollobrigida al individueel brons en goud op de aflossing op de Europese kampioenschappen inline-skaten 2010. Een jaar later won ze zilver en brons. Bij de Europese kampioenschappen inline-skaten 2012 won ze opnieuw goud op de aflossing en ook twee keer individueel goud. Dat jaar tijdens de wereldkampioenschappen inline-skaten 2012 in eigen land werd ze twee keer wereldkampioene. Op 6 juli 2018 tijdens het WK in Arnhem won ze de afvalkoers op de weg.

### Schaatsen
Hoewel Lollobrigida in 2007 reeds had meegedaan aan de wereldkampioenschappen schaatsen junioren 2007, op 3 januari 2008 al eens had meegedaan aan een wereldbekerwedstrijd in Baselga (ze behaalde 19 punten), en in 2009 al een keer derde werd op het Italiaanse kampioenschap sprint kwam haar doorbraak in het langebaanschaatsen pas enkele jaren later.
In seizoen 2012/2013 brak ze door op het Nederlandse onderdeel, de KPN Marathon Cup. Op de voor haar eerste marathon op de Vechtsebanen werd ze vierde. Op 24 november 2012 won ze op de Ireen Wüst ijsbaan de zevende wedstrijd van de KPN Marathon Cup, een primeur waarmee ze als eerste Italiaanse een overwinning behaalde in het marathonschaatsen. In de sprint klopte ze Maria Sterk en Rixt Meijer. Op basis van haar behaalde succes schaatst ze per december 2012 bij Team Fabulous Fabs. Een tweede marathonoverwinning vond plaats op 8 december 2012 op Kardinge, daarachter Mariska Huisman en Foske Tamar van der Wal.
In december 2012 liet Lollobrigida zien een behoorlijk allroundster te zijn. Ze werd ze in Baselga di Pinè Italiaans kampioene allround, plaatste zich voor de Europese kampioenschappen schaatsen 2013 en werd daar 14e. Terwijl ze met een tweede plaats in de massastart in Inzell liet zien goed in vorm te zijn, moest ze vanwege een conflict met de Italiaanse bond (Lollobrigida traint niet met de kernploeg van Gianni Romme) haar startbewijs voor de wereldkampioenschappen schaatsen allround 2013 afstaan aan landgenote Francesca Bettrone.
Op 24 oktober 2015 won Lollobrigida op de Jaap Eden Baan in Amsterdam de eerste KPN Marathon Cup van het seizoen en kreeg ze voor het eerst de oranje leiderstrui. Vervolgens won ze op 28 november 2015 de Schaatsmarathon Hoorn om de Sjoerd Huisman bokaal. Voor het EK Allround 2016 in Minsk werd ze door de Italiaanse schaatsbond verplicht om aan de start te verschijnen, want Lollobrigida was aanvankelijk niet van plan om af te reizen daar het niet paste in haar schema.
Tijdens het EK Allround 2019 in Collalbo reed ze een persoonlijk record op de 500 meter en behaalde ze drie van de vier podiumplaatsen waarmee ze als derde eindigde achter kampioene Antoinette de Jong en de nummer twee Martina Sáblíková. Daarmee was ze de eerste Italiaanse die dit presteerde.
Door haar verbetering van het persoonlijk record op de 5000 meter in 6.51,76 tijdens de Olympische Winterspelen in Peking steeg ze in de Adelskalender van plek 31 naar 8. Hierna werd ze zwanger van Matteo Angeletti en stopte ze voorlopig met topsport. Een half jaar na de geboorte van haar zoontje Tommaso maakte ze haar rentree tijdens de Wereldbekerwedstrijd in Stavanger in de B-groep. Ze maakte meteen promotie naar de A-groep op de 1.500 meter (derde in 1.59,51) en de lange afstanden (derde in 7.10,20). Op 1 februari 2025 eindigde Lollobrigida op de 1500 meter in Milwaukee als derde tijdens de wereldbekerwedstrijden; voor het eerst sinds Chiara Simionato in 2007.

## Persoonlijke records
| Afstand    | Tijd    | Datum            | Baan    |
| ---------- | ------- | ---------------- | ------- |
| 500 meter  | 39,06   | 02 maart 2019    | Calgary |
| 1000 meter | 1.15,94 | 23 februari 2019 | Calgary |
| 1500 meter | 1.52,86 | 12 december 2021 | Calgary |
| 3000 meter | 3.54,43 | 10 december 2021 | Calgary |
| 5000 meter | 6.51,07 | 24 januari 2025  | Calgary |

## Resultaten
| Jaar | IK Allround | EK Allround             | WK Allround             | EK Afstanden                                        | WK Afstanden                                                | Olympische Spelen                        | WK Junioren                               |
| ---- | ----------- | ----------------------- | ----------------------- | --------------------------------------------------- | ----------------------------------------------------------- | ---------------------------------------- | ----------------------------------------- |
| 2007 |             |                         |                         |                                                     |                                                             |                                          | 7e achtervolging                          |
| 2008 |             |                         |                         |                                                     |                                                             |                                          | NC30 (29e, 23e, 24e, -)                   |
| 2009 |             |                         |                         |                                                     |                                                             |                                          | NC23 (22e, 24e, 24e, -) 12e achtervolging |
| 2010 |             |                         |                         |                                                     |                                                             |                                          | NC33 (35e, 26e, 29e, -) 9e achtervolging  |
| 2011 | Goud        |                         |                         |                                                     |                                                             |                                          |                                           |
| 2012 |             |                         |                         |                                                     |                                                             |                                          |                                           |
| 2013 | Goud        | NC14 (17e, 16e, 15e, -) |                         |                                                     |                                                             |                                          |                                           |
| 2014 | Goud        |                         |                         |                                                     |                                                             | 23e 3000m                                |                                           |
| 2015 | Goud        |                         | NC17 (17e, 15e, 18e, -) |                                                     | 16e 3000m 14e massastart                                    |                                          |                                           |
| 2016 | Goud        | 8e (11e, 7e, 11e, 8e)   | NC18 (21e, 18e, 17e, -) |                                                     | 15e 3000m 4e massastart                                     |                                          |                                           |
| 2017 | Goud        | NC12 (10e, 14e, 12e, -) | NC14 (10e, 17e, 14e, -) |                                                     | 19e 3000m 4e massastart                                     |                                          |                                           |
| 2018 |             |                         | 5e · (8e, 7e, , 6e)     | 10e 1500m · 4e 3000m · massastart                   |                                                             | 10e 1500m 13e 3000m 7e massastart        |                                           |
| 2019 | Goud        | · (, , 6e)              | NC14 (11e, 14e, 18e, -) |                                                     | 8e 1500m 11e 3000m 4e massastart 8e achtervolging           |                                          |                                           |
| 2020 |             |                         | 7e (10e, 8e, 13e, 7e)   | 10e 1500m · 3000m · massastart                      | 13e 1500m 8e 3000m 5e massastart                            |                                          |                                           |
| 2021 | Goud        | NC10 (6e, 9e, 12e, -)   |                         |                                                     | 12e 1500m 9e 3000m 9e 5000m 4e massastart                   |                                          |                                           |
| 2022 |             |                         | NS3 (10e, 7e, NS, -)    | 1500m · 3000m · 4e massastart                       |                                                             | 6e 1500m · 3000m · 4e 5000m · massastart |                                           |
|      |             |                         |                         |                                                     |                                                             |                                          |                                           |
| 2024 |             |                         | 4e (9e, 4e, 7e, 4e)     | 4e 1500m · 5e 3000m · massastart · 4e achtervolging |                                                             |                                          |                                           |
| 2025 | Goud        | 5e · (4e, , 4e, 4e)     |                         |                                                     | 9e 1500m · 5e 3000m · 5000m · massastart · 8e achtervolging |                                          |                                           |

 NC = niet gekwalificeerd voor de laatste afstand 